# Matthew Baillie
Matthew Baillie, född den 27 oktober 1761 i Shotts, Lanarkshire, död den 23 september 1823 i Duntisbourne, Gloucestershire, var en brittisk patolog. Han var systerson till William och John Hunter samt bror till Joanna Baillie.
Baillie var livmedikus hos Georg III och Georg IV. Bland hans vetenskapliga arbeten, som faller inom den patologiska anatomin, märks The morbid anatomy of some of the most important parts of the human body (1793).  Baillie valdes till Fellow of the Royal Society 1790 och blev ledamot av Royal College of Physicians samma år.